# Крюи, Поль де
Поль Генри де Крюи (также де Крайф) (англ. Paul de Kruif) (2 марта 1890, Зиланд, Мичиган— 28 февраля 1971, Холланд, Мичиган) — американский микробиолог и писатель, один из создателей жанра научно-художественной литературы.

## Биография
В 1912 году получил степень бакалавра медицины в Мичиганском университете, защитил докторскую степень в 1916 году. Во время Первой мировой войны служил в чине лейтенанта, позднее капитана в санитарных войсках. Служба проходила на территории Франции, где Крюи познакомился с французскими биологами того времени.
После армии вернулся в Мичиганский университет помощником профессора. Некоторое время работал в Институте Рокфеллера. В этот период начал писать популярные очерки о работах некоторых американских ученых. В 1922 году после его выступления в печати с критикой работы частнопрактикующих врачей ему пришлось оставить данный институт, и он не вернулся больше к научной деятельности.
Позднее полностью посвятил себя литературной деятельности. Писал для нескольких периодических изданий, в частности Ladies' Home Journal, Country Gentleman и Reader’s Digest, статьи по науке и медицине.
Автор романов и книг, увлекательно рассказывающих об истории развития науки. В 1925 году стал соавтором Синклера Льюиса в написании романа «Эрроусмит» (англ. Arrowsmith). Самая известная книга Де Крюи — «Охотники за микробами», вышла в 1926 году. Его последним произведением стал автобиографический роман The Sweeping Wind.
Также выступал политическим публицистом, проповедуя социалистические взгляды. Книга "Стоит ли им жить?" была переведена и опубликована Госполитиздатом в сталинском СССР.